# Wn

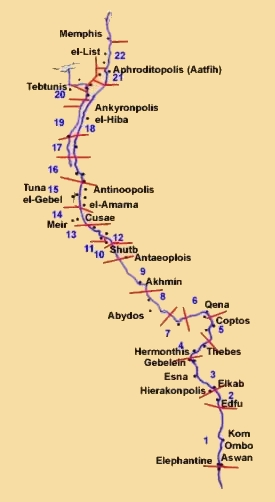
Els nomós de l'Alt Egipte

Wn (també Wnt, la llebre) és un dels 42 nomós de l'antic Egipte. És un dels vint-i-dos nomós de l'Alt Egipte i té el número quinze.

## Vila principal
- Hermòpolis Magna